# Duncanov obred
Duncanov obred (engl. Duncan's Ritual) je slobodnozidarski obred u strukturi Yorčkog obreda kojeg je revidirao američki psiholog Malcolm C. Duncan (1833. – 1911.) u New Yorku tijekom 1860-ih. On je korigirao rituale u simboličkim stupnjevima kao i u stupnjevima Kraljevskog luka.
Po Duncanovom obredu u Zagrebu radi Loža "Hermes" koja djeluje pod okriljem Velikog orijenta Slovenije.

## Struktura stupnjeva
- simbolički stupnjevi
  - 1° – učenik (eng. Apprentice)
  - 2° – pomoćnik (Fellow Craft)
  - 3° – majstor (Master Mason)
- kapitelski stupnjevi
  - 4° – majstor znaka (Mark Master)
  - 5° – bivši majstor (Past Master)
  - 6° – najuzvišeniji majstor (Most Excellent Master)
  - 7° – kraljevski luk (Royal Arch)